# Mimusops comorensis
Mimusops comorensis är en tvåhjärtbladig växtart som beskrevs av Adolf Engler. Mimusops comorensis ingår i släktet Mimusops och familjen Sapotaceae.
Artens utbredningsområde är Komorerna. Inga underarter finns listade i Catalogue of Life.